# تنفات
تنفات (بـتيفيناغ ⵜⵉⵏⴼⴰⵜ) (بـ اللاتينية Tinfat) هي قرية أمازيغية في إقليم تارودانت بجهة سوس ماسة، اسم تِنْفَاتْ مشتق من كلمة «تَنْفَاتْ» التي تعني القمة بـاللغة الأمازيغية
تقع تنفات على الطريق الوطنية رقم 10 بين مدينتي ورزازات وأكادير، وتبعد عن تارودانت بـ 130 كلم.